# Eddy Vásquez
Antonio Eduardo Vásquez (Ciudad de Colón, Colón; 29 de septiembre de 1969), más conocido como Eddy Vásquez, es un locutor y presentador panameño muy reconocido por los diversos trabajos que ha hecho a lo largo de su trayectoria.

## Carrera
Eddy Vásquez nace como Antonio Eduardo Vásquez en la Provincia de Colón, Panamá el 29 de septiembre de 1969. En su adolescencia tenía una pasión por la música, e hizo audiciones para entrar a este medio. Realizó muchas prácticas para convertirse en un DJ.
A sus 16 años, fue invitado al programa "El Top Latino" en la emisora Súper Sol. Luego, hace una prueba de locución y consiguió el trabajo. En esa emisora trabajó dos años. 
Luego lo llamaron para trabajar en Marbella Stereo, en Colón. Consiguió un trabajo de medio tiempo en una emisora de baladas. En ese programa ponía música y leía noticias. Vásquez en esos momentos estudiaba Periodismo en la Universidad de Panamá.
Vásquez conoció a Tony Barcklay, quien era el encargado de Publicidad y Promociones en la Televisora Nacional (TVN). Otras personalidades de ese canal, como Malcolm Ramos, le enseñaron diversas cosas, como editar cuñas de televisión. 
Después empezó a prestar su voz para cuñas de televisión, entre otras. Dejó al lado su carrera de locución para dedicarse a la televisión, abandonado la Provincia de Colón. 
En 1994, el productor Ubaldo Davis lo contrata para ser el locutor del programa "La Pepa TV", que con el pasar del tiempo se llamó "La Cáscara", que se colocó como uno de los programas más vistos en Panamá. 
Años después, hace un programa llamado "La vida te da sorpresas". También fue presentador del programa "La Hora Rush". En 2008, es contratado por la Televisora Nacional para ser jurado del programa infantil de canto "Canta conmigo", con Angélica Lavitola, Carlos "Tito" Tovar y María Elena Berberián. El presentador de este programa fue Miguel Ángel Oyola. 
El programa finalizó en abril de 2014. Luego, creó la Fundación "Oh My God", por la deserción escolar, aumento de la delincuencia y la proliferación de vicios.
En el 2013, es contratado por el mismo canal para ser el presentador de "Tu cara me suena", la versión panameña del programa español que ha sido un éxito mundial. En Panamá, es un éxito nacional, donde han participado varias celebridades panameñas imitando diversos artistas musicales con una canción conocida. 
Actualmente, ha prestado su voz para muchos comerciales tanto televisivos como de radio en TVN. Está casado con Saida de Vásquez y tienen una hija llamada Génesis.

## Trayectoria
Como presentador
- La Cáscara
- La vida te da sorpresas
- "Jelou"
- La Hora Rush
- Canta conmigo
- Tu cara me suena

Como invitado
- Buenos Días
- TVN Noticias, etc.